# Catrin Finch
Catrin Ana Finch és una arpista, arranjadora i compositora gal·lesa. Va ser l'arpista oficial del príncep de Gal·les del 2000 al 2004 i és professora convidada al Royal Welsh College of Music &amp; Drama i a la Royal Academy of Music de Londres. Finch ha donat molts recitals internacionals.

## Inicis
Catrin Finch va néixer a Llanon, Ceredigion, i va començar a aprendre l'arpa als sis anys. La seva mare és alemanya i el seu pare anglès, i ella parla amb fluïdesa el gal·lès. Als nou anys, havia aprovat l'examen d'arpa de grau VIII. Va ser membre de la National Youth Orchestra de Gran Bretanya als deu anys, convertint-se en la més jove dels seus membres a tocar al festival de música clàssica londinenc The Proms. Va estudiar arpa amb Elinor Bennett, que es convertiria en la seva sogra, abans d'assistir a la Purcell School, una escola especialitzada de música per a nens a Hertfordshire. Va continuar els seus estudis a la Royal Academy of Music de Londres on va estudiar arpa amb Skaila Kanga.
Durant la dècada de 1990, Finch va guanyar diversos concursos per a joves arpistes, com el Nansi Richards Prize i el Blue Riband al National Eisteddfod of Wales.

## Carrera musical
La seva carrera professional va començar el 1999, quan va guanyar el Concurs Internacional d'Arpa Lily Laskine a França. L'any 2000, va guanyar les audicions internacionals de Young Concert Artists a la ciutat de Nova York. Posteriorment va actuar al Wigmore Hall de Londres. Més tard va ser nomenada arpista oficial del príncep de Gal·les, un càrrec recuperat pel príncep Carles i que havia estat vacant des del regnat de la reina Victòria. Va estar en aquest càrrec del 2000 al 2004.
El 2003, Finch va presentar Charlie's Angel, un guardonat documental de televisió sobre la seva carrera, emès a la BBC de Gal·les.
En reconeixement dels seus èxits musicals, Finch ha estat guardonada amb diversos guardons, començant amb una beca honorífica de la Universitat de Gal·les el 2006, així com beques honorífiques de la Universitat de Gal·les i el Royal Welsh College of Music & Drama el 2005, d'on ha estat professora convidada, així com també ho va ser de la Royal Academy of Music.
El 2010, Finch va aparèixer com a part de la sèrie de televisió infantil de la BBC ZingZillas, interpretant una cançó de bressol composta per Chris Banks i Wag Marshall-Page titulada "Drift Away", al costat dels altres membres de la banda de ZingZillas. L'actuació Va aparèixer a l'episodi del programa titulat "Sweet Dreams".
El 2011, Finch va produir Annwn on va arranjar, interpretar i, per primera vegada, posar la veu en una sèrie de temes influenciats per la mitologia gal·lesa, un tema del seu interès des que era jove. Amb una col·lecció de música tradicional gal·lesa, Finch ha arranjat moltes cançons recentment en un estil contemporani, agafant aspectes del jazz i de la música ambiental electrònica. El títol de l'àlbum fa referència a Annwn, l'altre món de la mitologia gal·lesa.
El 2015, Finch va fer una gira per la Patagònia amb la BBC National Orchestra of Wales, acompanyada per la seva família.
El 2016, Finch va actuar en l'enregistrament de la Cantata Memoria de Karl Jenkins, una peça coral amb orquestra dedicada als nens que van morir en el desastre d'Aberfan de 1966. La música inquietant conté l'himne All Things Bright and Beautiful i també compta amb la veu de Bryn Terfel. La peça es va estrenar a l'Aberfan Memorial Concert al Wales Millennium Center, que també comptava amb peces parlades de Michael Sheen i Sian Phillips. La composició de Finch, Future Strings, de l'àlbum Clychau Dibon, que Catrin havia escrit amb Seckou Keita, va ser versionada per Guy Chambers, compositor de llarga trajectòria de Robbie Williams qui la va escoltar al programa Desert Island Discs de la BBC Radio 4.

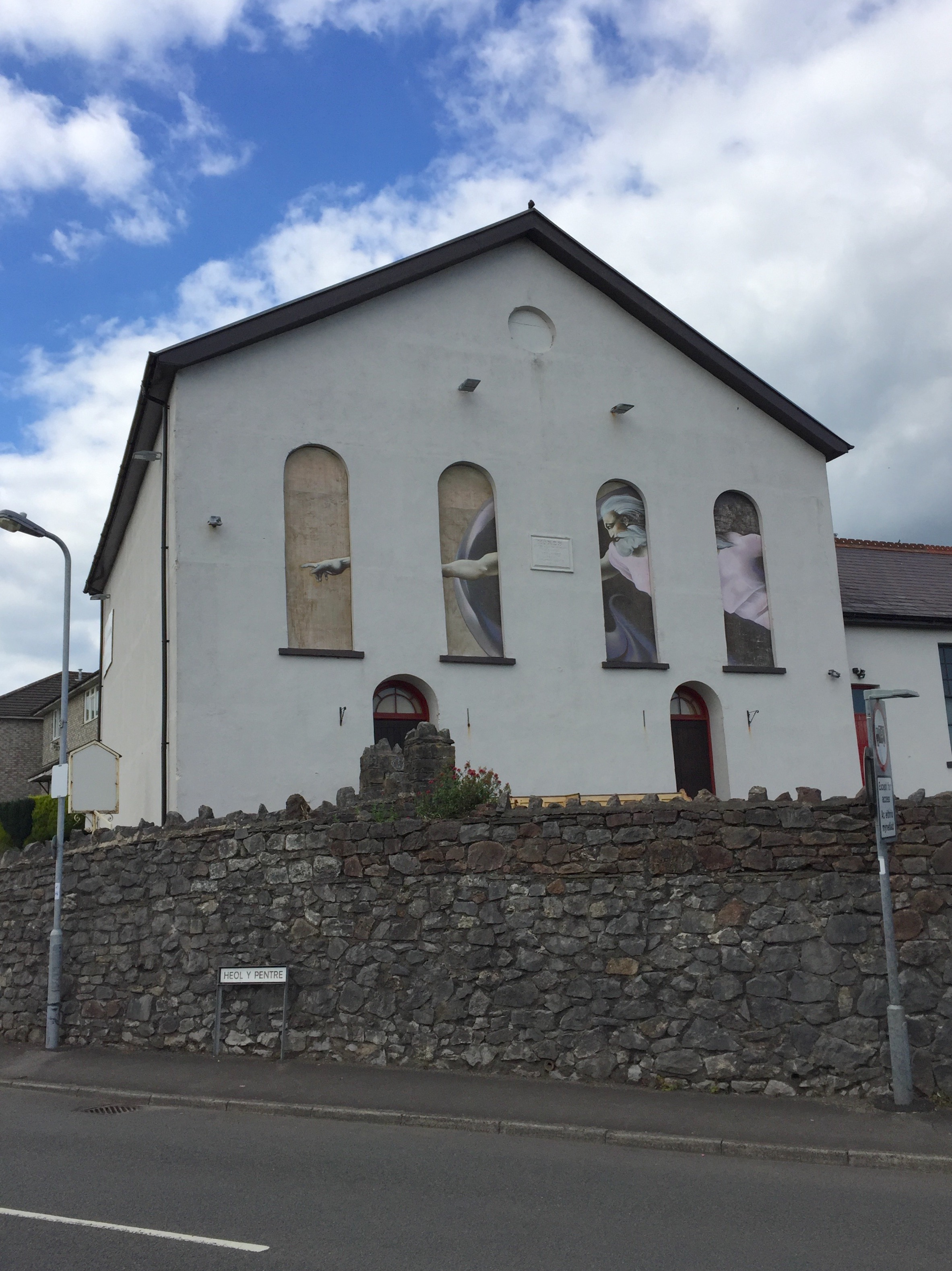
Estudi Acapela, Pentyrch

Finch i el seu ex-marit Hywel Wigley van dirigir conjuntament fins al 2017 Acapela Studio, una instal·lació d'enregistrament i d'actuació en una capella reconvertida, a Pentyrch, prop de Cardiff.
El 2018 Finch va llançar el seu segon àlbum titulat SOAR amb l'intèrpret de kora, el senegalès Seckou Keita. En revisar-lo per al London Evening Standard, Simon Broughton va descriure l'obra com "Un duet sublim de dos artistes que són mestres dels seus instruments... musicalitat i arquitectura a l'obra". Robin Denselow a The Guardian va dir: "una col·laboració intrigant que realment funciona... la interacció és notable... un conjunt elegant i suaument exquisit".
Finch va actuar amb la violinista folk irlandesa, Aoife Ní Bhriain, al festival en línia Other Voices de març de 2021, tocant un duet de la Partita núm. 3 de Johann Sebastian Bach. Això va donar lloc a una col·laboració entre elles que va produir l'àlbum de 2023 Double You, una barreja d'adaptacions de peces clàssiques i cançons populars d'Irlanda, Bretanya i Gal·les, juntament amb les seves pròpies composicions.

## Vida personal
El 2003, Finch es va casar amb el productor de música i televisió Hywel Wigley, fill de l'antic líder de Plaid Cymru, lord Dafydd Wigley i de l'arpista Elinor Bennett. Tenen dos fills junts. La parella es va separar formalment el 2017. El 14 de desembre de 2019, Finch es va casar amb la seva parella Natalie a Tenby.
El febrer de 2018, Finch va anunciar que li havien diagnosticat un càncer de mama de grau 3. L'octubre de 2018 se li va donar l'alta després del tractament al Velindre Cancer Center, Cardiff.

## Discografia

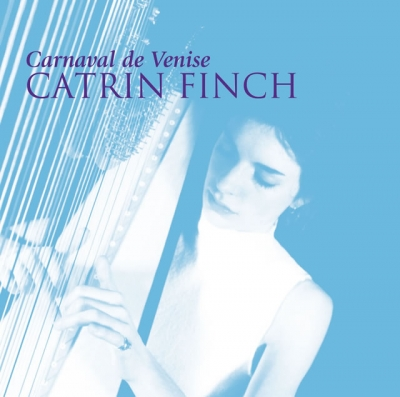
Portada de Carnaval de Venise (2001)

- Bach, JS: Variacions Goldberg, BWV 988 (2009)
- Crossing the Stone (2003)
- Carnaval de Venise (2001)
- The Harpist
- Catrin Finch en directe

- Unexpected Songs (2006) (amb el violoncel·lista Julian Lloyd Webber )
- String Theory
- Little Angels
- Catrin Finch, Harp Recital
- From Coast to Coast
- Annwn (2011)
- Drift Away (amb "ZingZillas"). No publicat
- Blessings (2012) (amb John Rutter)
- Clychau Dibon (2013) (amb Seckou Keita)
- Lullabies (2013)
- Tides (2015)
- SOAR (2018) (amb Seckou Keita)
- Echo (2022) (amb Seckou Keita)
- Double You (2023) (amb Aoife Ní Bhriain)